# Jan Sokołowski (wojewoda tarnowski)
Jan Sokołowski (ur. 27 grudnia 1924 w Starczynowie, zm. 30 października 2018 w Krakowie) – polski działacz partyjny i państwowy.
Absolwent Uniwersytetu Jagiellońskiego w Krakowie. Od 1940 zatrudniony był w Fabryce Drutu i Gwoździ w Sławkowie. Od 1947 pracował w organach administracji państwowej i partyjnej (m.in. jako I sekretarz Komitetu Powiatowego PZPR w Olkuszu od 1962 do 1969 oraz kierownik Wydziału Budownictwa i Gospodarki Komunalnej Komitetu Wojewódzkiego w Krakowie). W latach 1969–1973 wiceprzewodniczący Wojewódzkiej Rady Narodowej w Krakowie. Od 1973 do 1975 wicewojewoda krakowski.
12 maja 1975 wyznaczony na pełnomocnika rządu do spraw utworzenia województwa tarnowskiego z uprawnieniami wojewody.
Od 1975 do 1980 był wojewodą tarnowskim. Od marca do października 1980 I sekretarz Komitetu Wojewódzkiego PZPR w Tarnowie, w tym okresie równocześnie przewodniczył Prezydium Wojewódzkiej Rady Narodowej w Toruniu.